# تورو اوهیرا
تورو اوهیرا (انگلیسی: Tōru Ōhira; ۲۹ سپتامبر ۱۹۲۹ – ۱۲ آوریل ۲۰۱۶) بازیگر، و صداپیشگی در ژاپن اهل ژاپن بود.